# یوسف‌جان‌لی
یوسف‌جان‌لی (ترکی آذربایجانی: Yusifcanlı) یک منطقهٔ مسکونی در جمهوری آرتساخ است که در استان مارتونی واقع شده‌است. این دهکده در خط آتش بس بین نیروهای مسلح جمهوری آرتساخ و جمهوری آذربایجان واقع شده است. اتهاماتی مبنی بر نقض آتش بس در مجاورت این ناحیه وجود داشته است.